# Hull House
La Hull House est un ancien centre d'œuvres sociales (aujourd'hui un musée historique ; Jane Addams Hull-House Museum ; en français « musée Jane Addams Hull-House ») cofondé en 1889 à Chicago (Illinois, États-Unis) par les réformatrices sociales et activistes Jane Addams et Ellen Gates Starr. Construite en 1856 dans le style italianisant et œuvre des architectes Irving Kane Pond et Allen Bartlitt Pond de la firme Pond and Pond (en), la Hull House se trouve au 800 South Halsted Street dans le secteur de Near West Side, juste à l'ouest du secteur financier du Loop (Downtown).
Grâce à ses programmes sociaux, éducatifs et artistiques innovants, la Hull House est devenue le porte-étendard du settlement movement aux États-Unis (en 1920, ce mouvement social comptait environ 500 maisons de ce type à l'échelle nationale). La Hull House est la deuxième maison du genre après le Toynbee Hall à Londres (fondée en 1884 par Samuel Barnett et son épouse).

## Description
Parmi les réalisations les plus emblématiques du settlement movement, la Hull House servait de lieu de résidence à des réformateurs sociaux et offrait une large variété de services culturels, sociaux et éducatifs ainsi que des lieux de réunion destinés à la population défavorisée du quartier qui comptait de nombreux immigrants en provenance d'Europe,,.
Œuvre des architectes Irving Kane Pond et Allen Bartlitt Pond, deux frères originaires de Chicago et membres de la firme Pond and Pond, la Hull House fut construite en briques rouges dans le style italianisant (une variante du style néo-Renaissance inspiré de l'architecture de la renaissance italienne). Achevée en 1856, la Hull House fut construite pour l'homme d'affaires Charles Jerald Hull (1820-1889) et lui servit de maison de campagne. En 1889, alors que Jane Addams cherchait un lieu pour mener son expérience, la maison de Hull fut partiellement abandonnée et tomba dans un état de décrépitude. Cela était dû en partie à l'afflux rapide et massif d'immigrants dans le quartier de Near West Side. Charles Hull céda son ancienne demeure à sa cousine Helen Culver, qui la céda à son tour à Addams avec un bail de 25 ans sans loyer. Elle transforma le lieu en centre d'action sociale.
En 1907, Addams avait acquis 13 bâtiments entourant la demeure de Hull. Entre 1889 et 1935, Addams et Ellen Gates Starr réaménagèrent continuellement le bâtiment. En 1911, la Hull House fut considérablement agrandie. En 1912, le complexe a notamment été doté d'un camp d'été, le Bowen Country Club,,. Le manoir, dénommé The Hull mansion, et plusieurs autres bâtiments, ont été régulièrement rénovés pour répondre aux exigences de plus en plus fortes de l'association. Le bâtiment d'origine et un bâtiment additionnel (qui a été déplacé de 200 mètres) existent encore aujourd'hui.
Le 12 juin 1974, la Hull House a été désignée Chicago Landmark (CL) par la Commission on Chicago Landmarks de la ville de Chicago. Le 23 juin 1965, elle a été désignée National Historic Landmark (NHL) par la commission fédérale et inscrite sur le Registre national des lieux historiques (National Register of Historic Places ; NRHP) en 1966.

## Historique

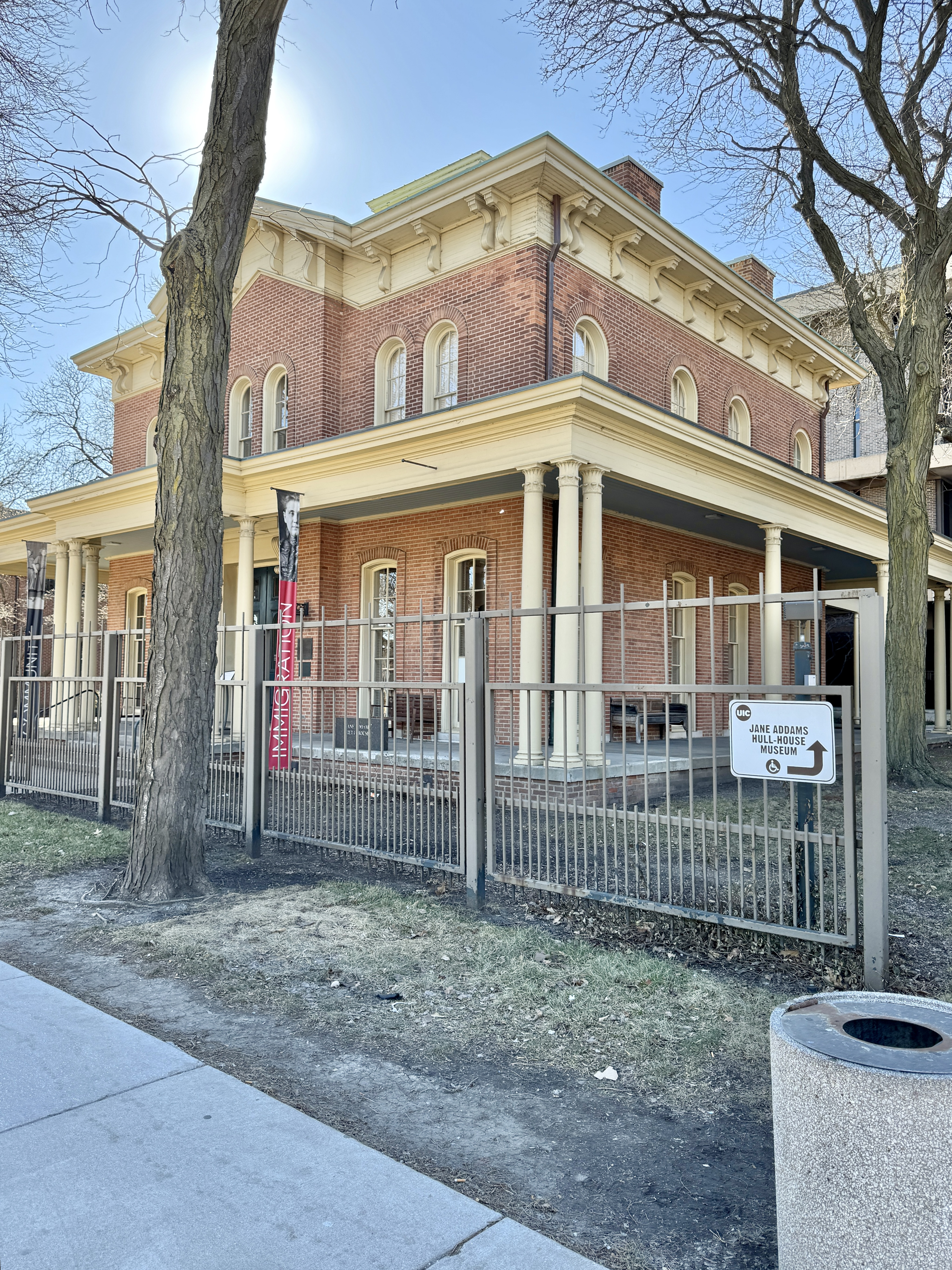
La Hull House vue depuis le 800 South Halsted Street.

La philanthrope américaine Jane Addams suivit l'exemple du Toynbee Hall, qui a été fondé en 1884 dans le borough de Tower Hamlets à Londres comme centre pour la réforme sociale. Il fut créé à l'initiative de 14 jeunes diplômés de l'université d'Oxford et de l'université de Cambridge, qui furent tous influencés par Frederick Denison Maurice, Benjamin Jowett, John Ruskin et Léon Tolstoï. Le Toynbee Hall fut un modèle pour d'autres fondations et inspira largement la Hull House. Addams décrivit le Toynbee Hall comme étant une « communauté d'universitaires » qui tout en vivant sur place, tenaient leurs clubs de loisirs et de rencontres sociales dans l'établissement,. L'objectif était de démontrer aux personnes pauvres vivant dans le quartier qu'elles pouvaient prendre exemple sur le centre et former leur propre cercle d'influence.
La Hull House est devenue dès sa création en 1889 une « communauté de femmes universitaires » dont le but principal était de fournir des opportunités sociales et éducatives pour les personnes issues de la classe ouvrière (la plupart d'entre eux sont des immigrants européens récemment arrivés dans les quartiers environnants). Les « résidents » (titre porté par les bénévoles de la Hull House) tenaient des réunions où les personnes (surtout des femmes) pouvaient aborder différents sujets de conversations, et prendre des cours sur des thèmes dont les principaux sujets étaient la littérature, l'histoire et l'art. Les résidents proposaient aussi des activités domestiques (comme la couture), et d'autres. D'éminents universitaires et réformateurs sociaux tels que John Dewey, George Herbert Mead, Max Weber et W. E. B. Du Bois ont donné des conférences à la Hull House,,,. De plus, la Hull House organisait des événements culturels et servait de lieu pour des concerts gratuits pour tous, offrait des conférences sur les enjeux économiques, sociaux et politiques actuels, et gérait des clubs de danse pour les jeunes et les adultes.
À la fin du XIXe siècle, un mouvement féministe a commencé à promouvoir l'éducation et l'autonomie, et à s'introduire dans des professions traditionnellement réservées aux hommes. Des organisations dirigées par des femmes, unies par la sororité, ont été créées pour promouvoir la réforme sociale, notamment des maisons d'accueil comme la Hull House, situées dans des quartiers populaires et pauvres. Pour développer de « nouveaux rôles » pour les femmes, la première génération de « Nouvelles Femmes » (New Woman) a intégré les traditions de leurs mères au cœur de leur nouveau monde. Ces militantes sociales, souvent célibataires, étaient dirigées par des « Nouvelles Femmes » instruites.

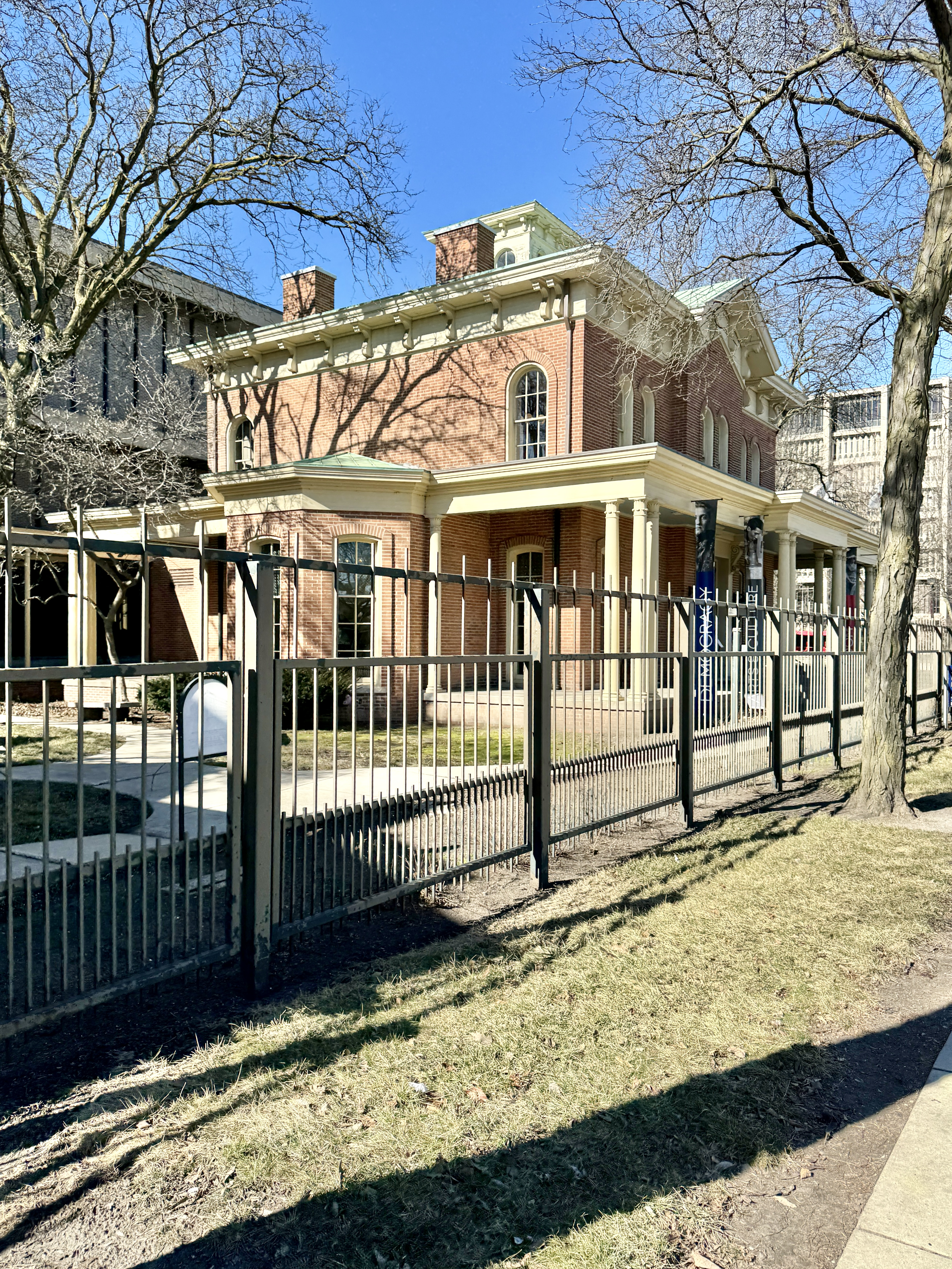
Autre vue de la Hull House.

En 1892, Addams a publié ses réflexions sur ce qui a été décrit comme « les trois R » de la réglementation de la Hull House : la Résidence, la Recherche et la Réforme. Ils impliquaient « la collaboration avec les habitants du quartier, la mise en place d'études sérieuses et poussées sur les causes de la pauvreté et de la dépendance, la communication des faits au public, et des débats sur la réforme législative et sociale ». En 1893, la Hull House obtient, par un travail de lobbying auprès des autorités de l'Illinois, la première loi établissant un corps d'inspecteurs du travail pour les usines et ateliers, et participe à tous les débats concernant le travail des enfants, la réduction du temps de travail pour les femmes, l'augmentation des salaires, la protection de la santé, la reconnaissance des syndicats, les règlements d’hygiène et de sécurité, notamment pour l'emploi des machines, l'éducation obligatoire et l'ouverture du premier tribunal pour enfants à Chicago. Le développement de la cartographie comme technique statistique pour révéler les modèles de groupes sociaux est devenu une contribution majeure de l'École de Chicago du département de sociologie de l'université de Chicago.
Dans les années qui suivirent, les résidents de la Hull House menèrent des études minutieuses à travers Near West Side (quartier de Chicago situé directement à l'ouest du Loop), désormais connu comme étant le « quartier de la Hull House » (The Hull House Neighborhood). Ces études permirent aux résidents d'améliorer la gestion de l'établissement, éventuellement en partenariat avec les habitants du quartier, dans la conception et la mise en œuvre des programmes destinés à renforcer et à améliorer les conditions sociales et professionnelles de la population majoritairement immigrée.
Après avoir quitté le complexe Hull House dans les années 1960, l'Association Jane Addams Hull House continua à fournir des services sociaux dans d'autres quartiers pauvres de la ville de Chicago.
Le 19 janvier 2012, il est annoncé que l'Association Jane Addams Hull House va fermer ses portes au printemps de cette même année et déposer le bilan en raison de difficultés financières, après presque 122 ans d'activités. Le 27 janvier 2012, la Hull House ferme ses portes et tous les employés reçoivent leur dernier chèque de paie. Les employés ont appris au moment de la fermeture qu'ils ne recevraient pas d'indemnités de départ, ni de congés payés, ni de couverture médicale. Les responsables syndicaux ont déclaré que l'agence avait fermé alors qu'elle devait aux employés plus de 27 000 dollars US en remboursement de dépenses impayées. Le manoir Hull et le réfectoire attenant, seuls vestiges du complexe Hull House, sont aujourd'hui conservés au musée historique connu sous le nom de « Jane Addams Hull-House Museum ». Ces derniers sont administrés par le College of Architecture and the Arts de l'université de l'Illinois à Chicago (UIC).

## Photographies

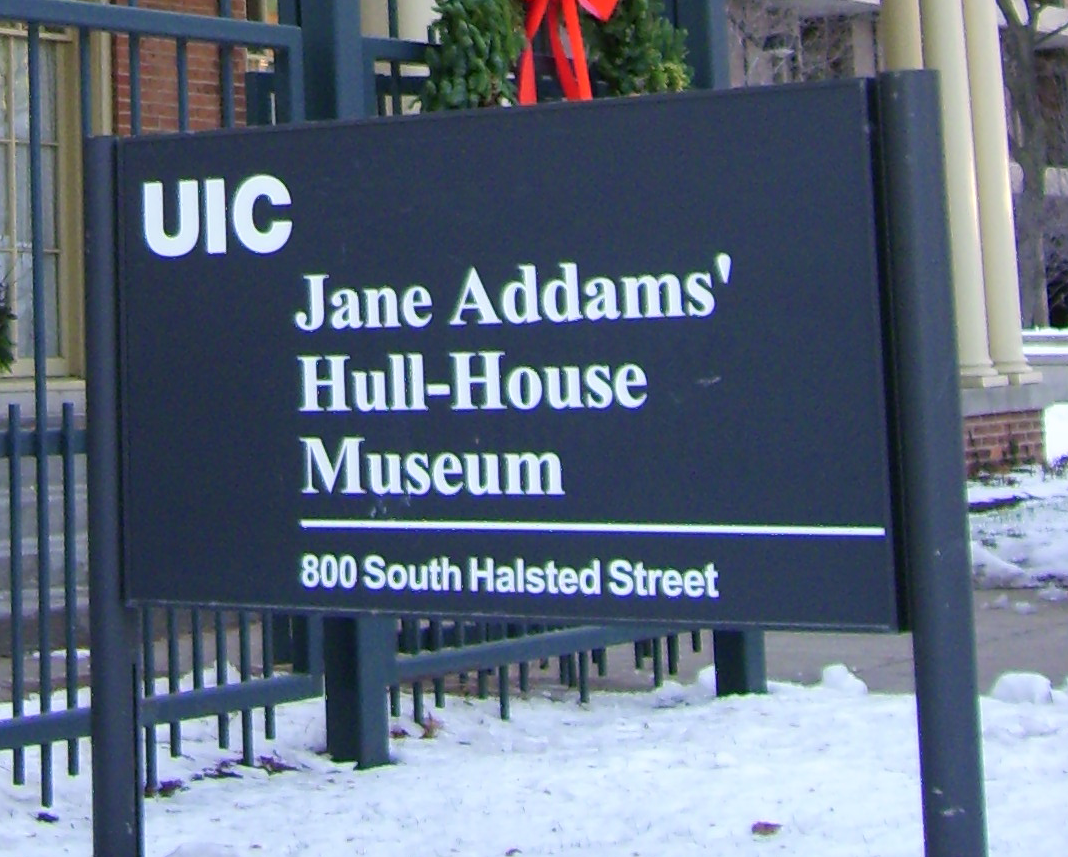
Panneau à l'entrée.
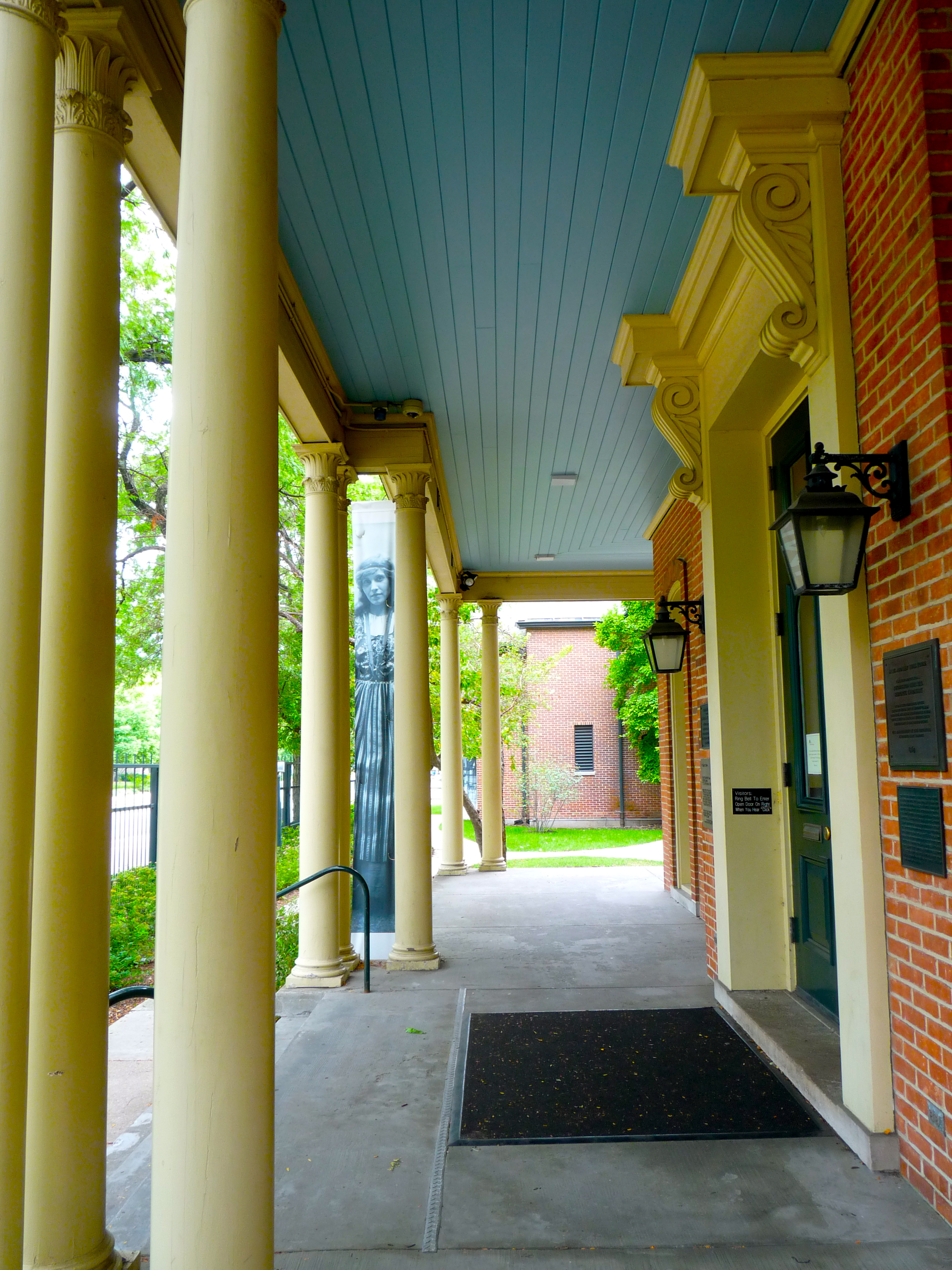
Porche.
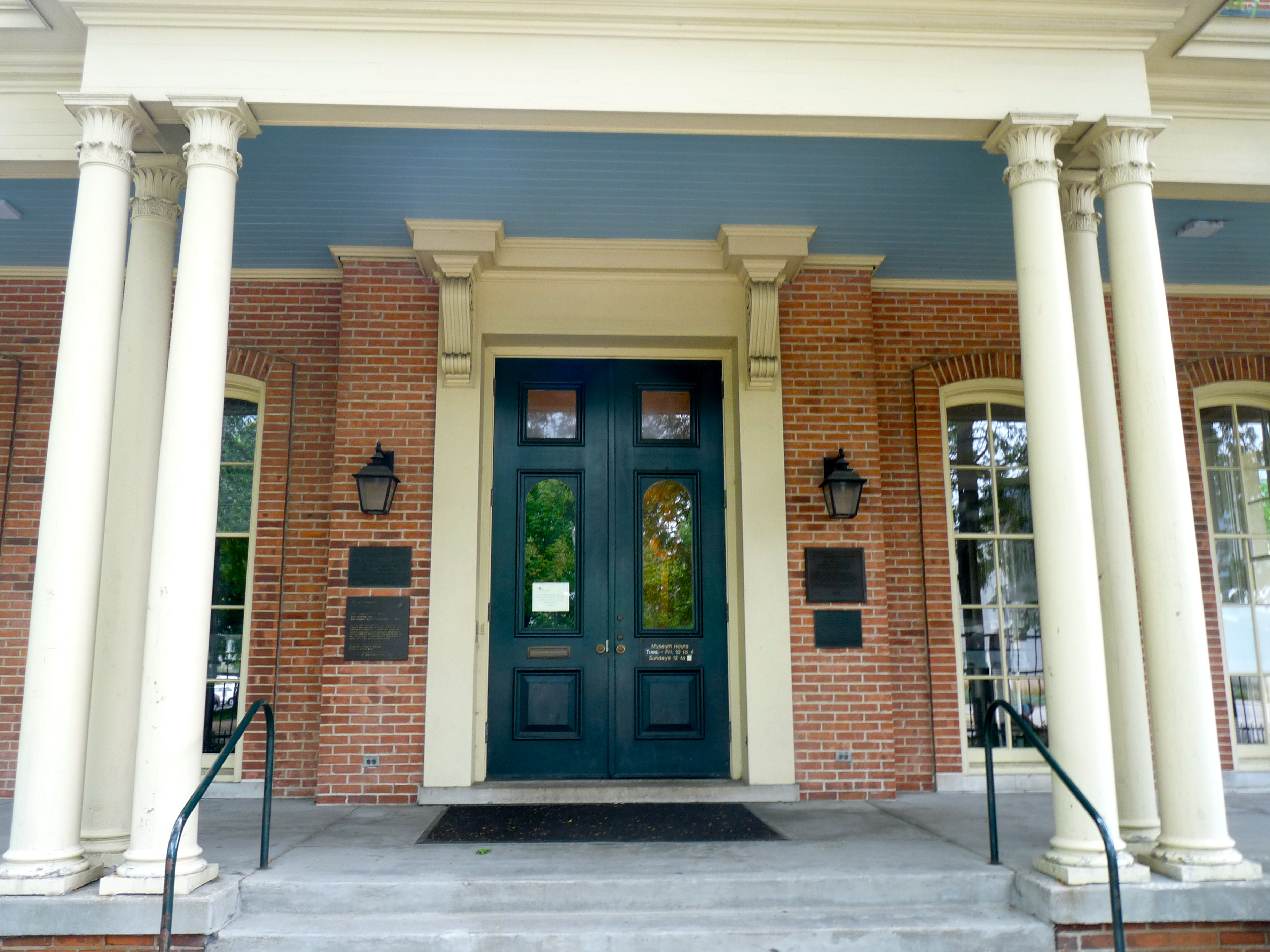
Porte d'entrée.
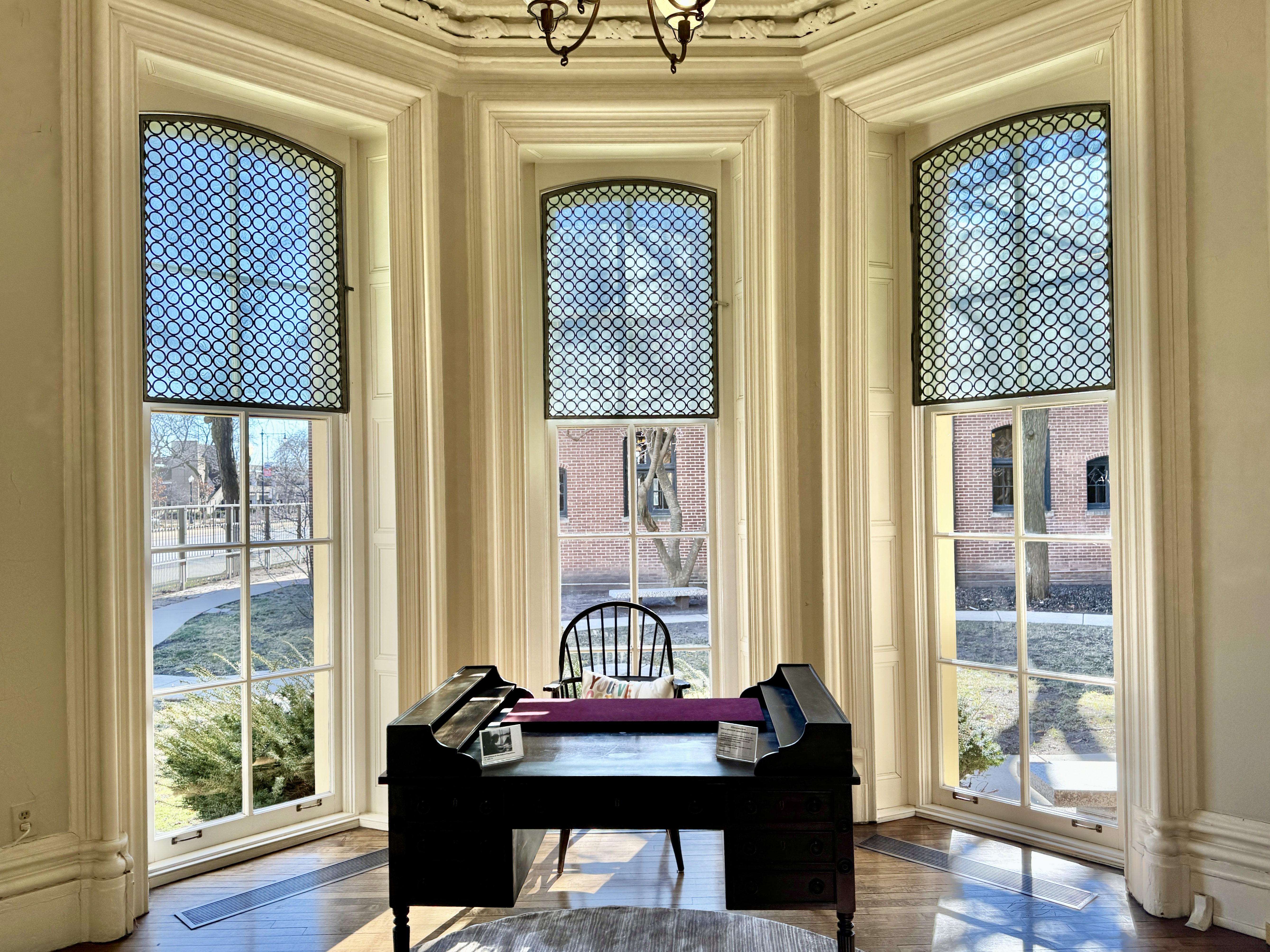
Intérieur.
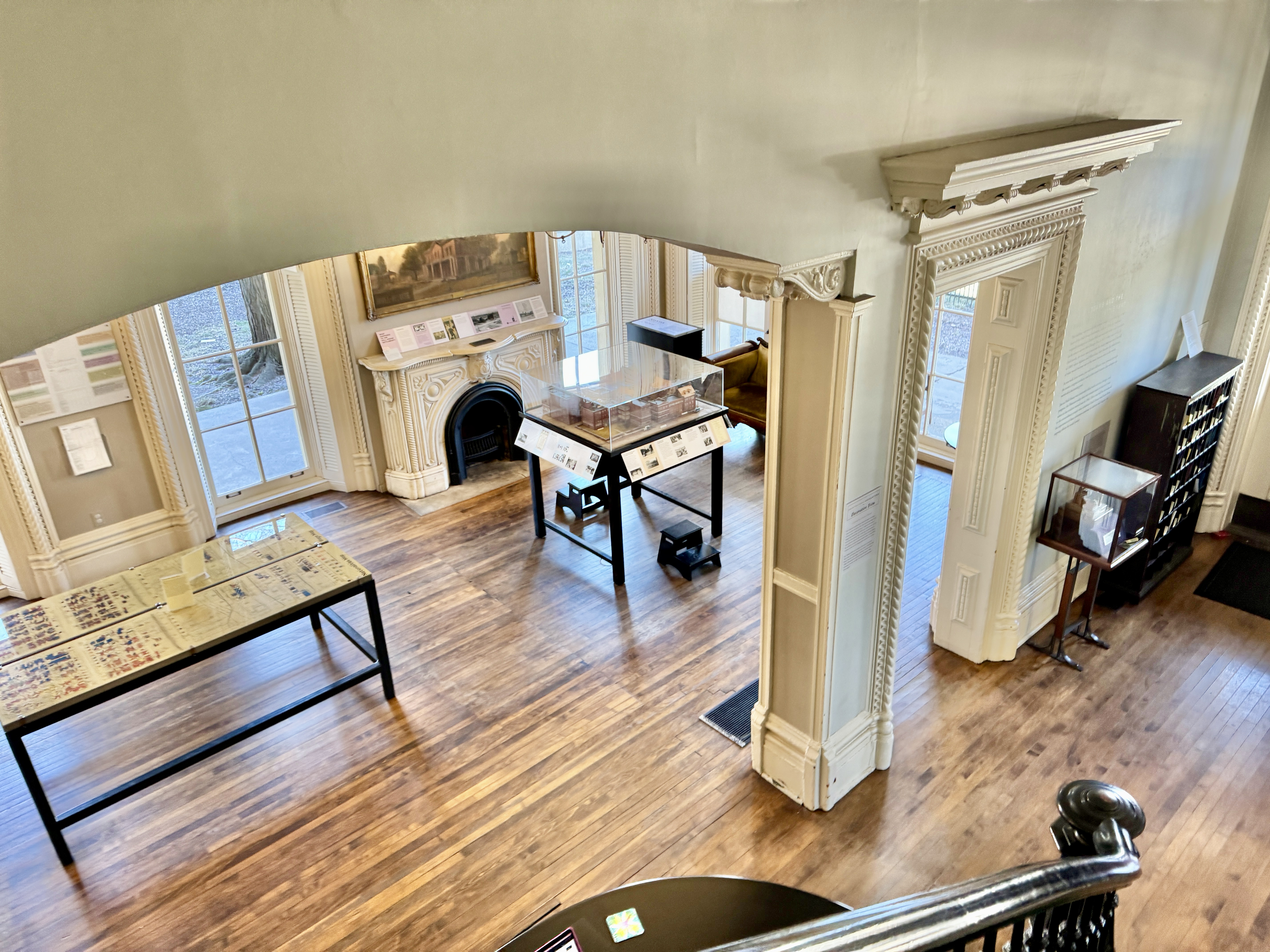
Hall d'entrée.
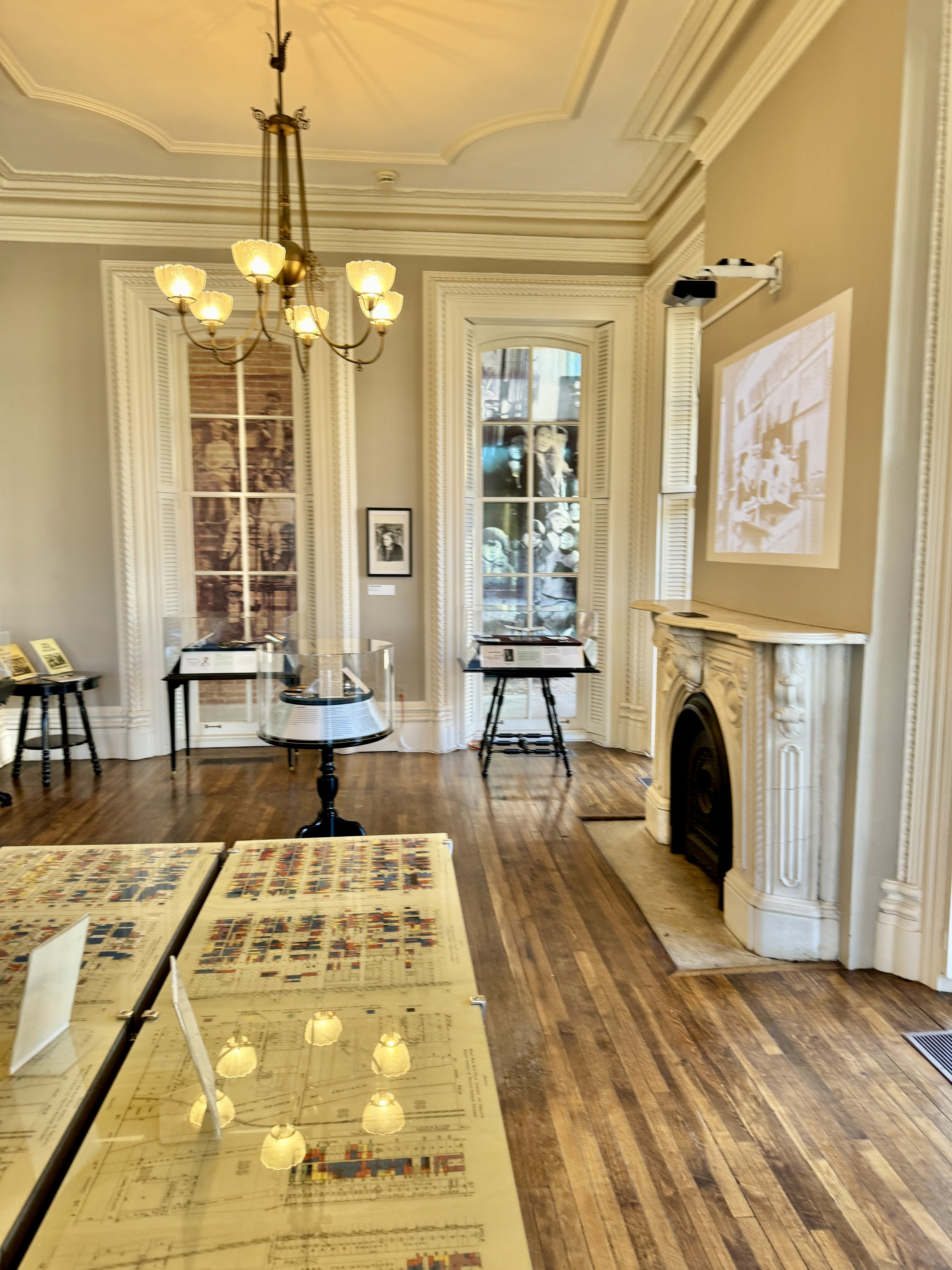
Intérieur.
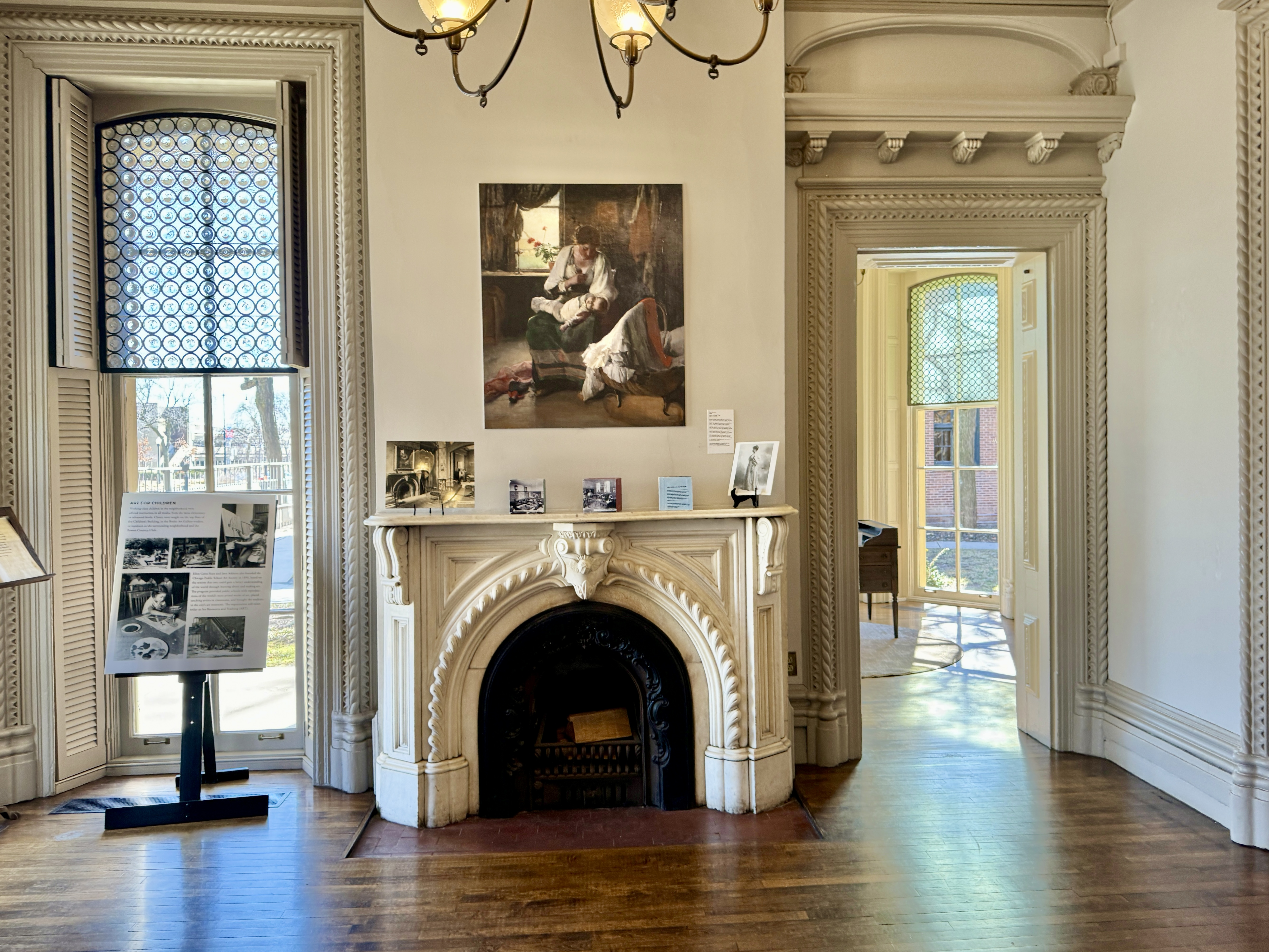
Intérieur.
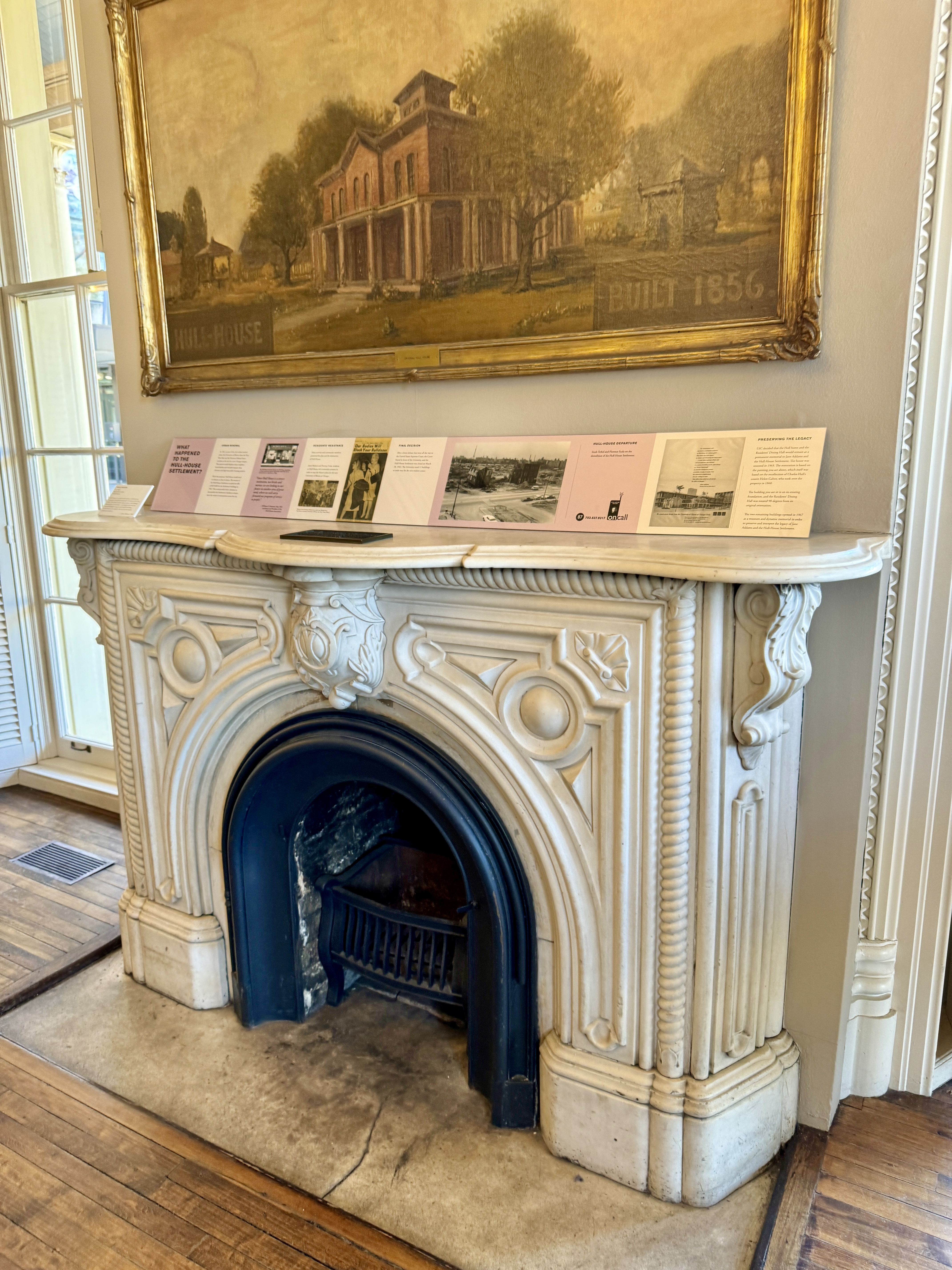
Cheminée.
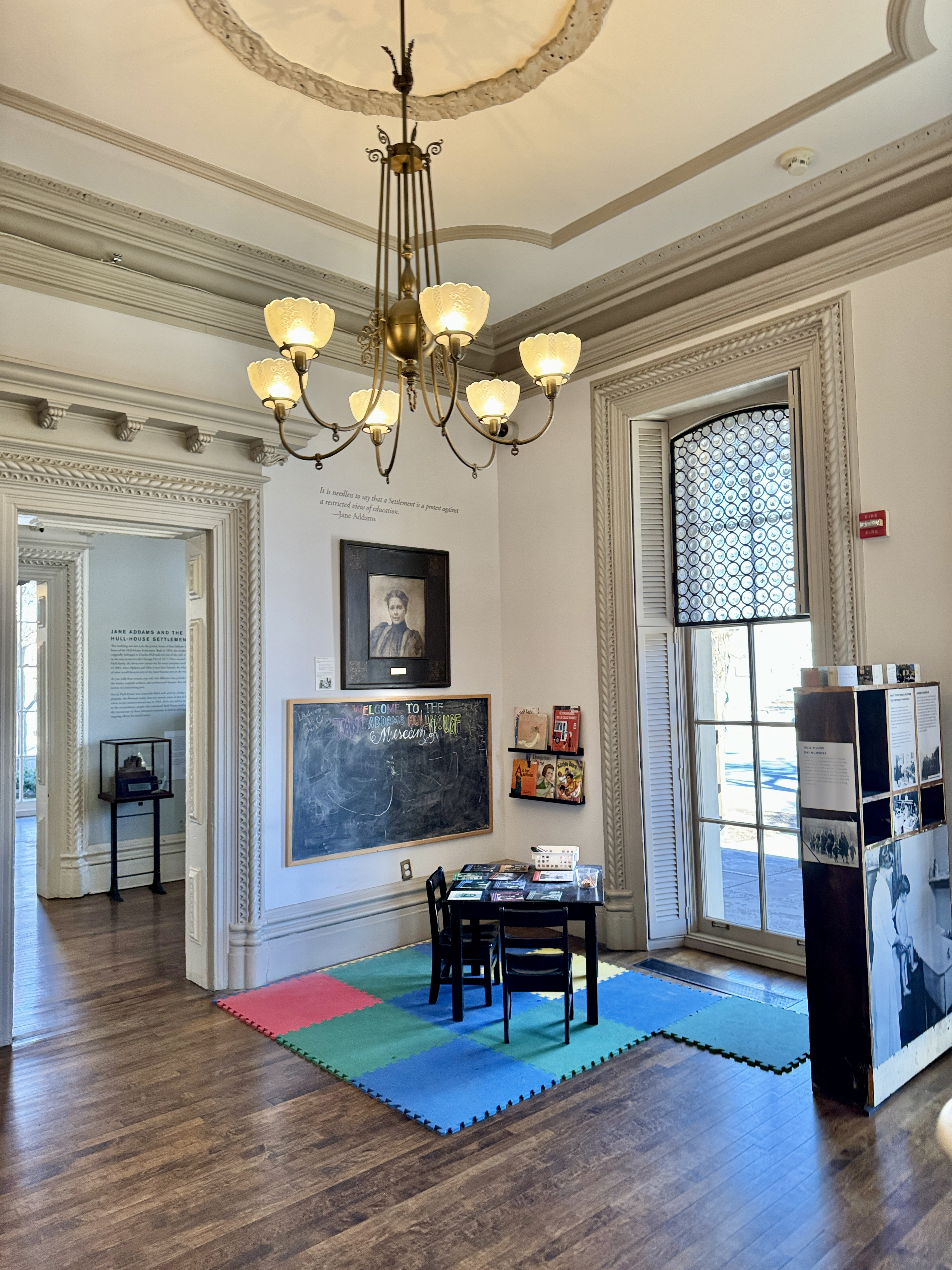
Intérieur.
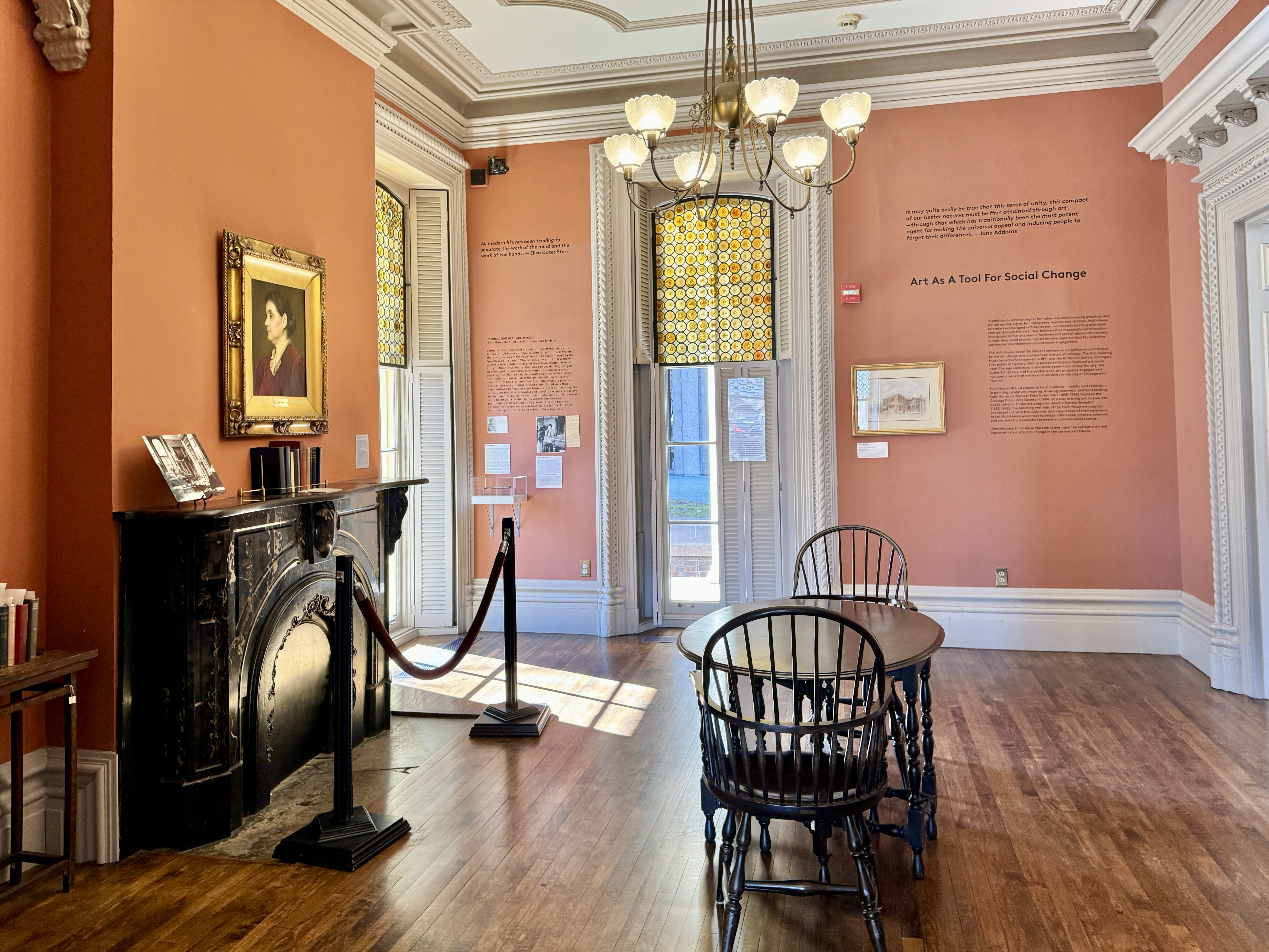
Intérieur.
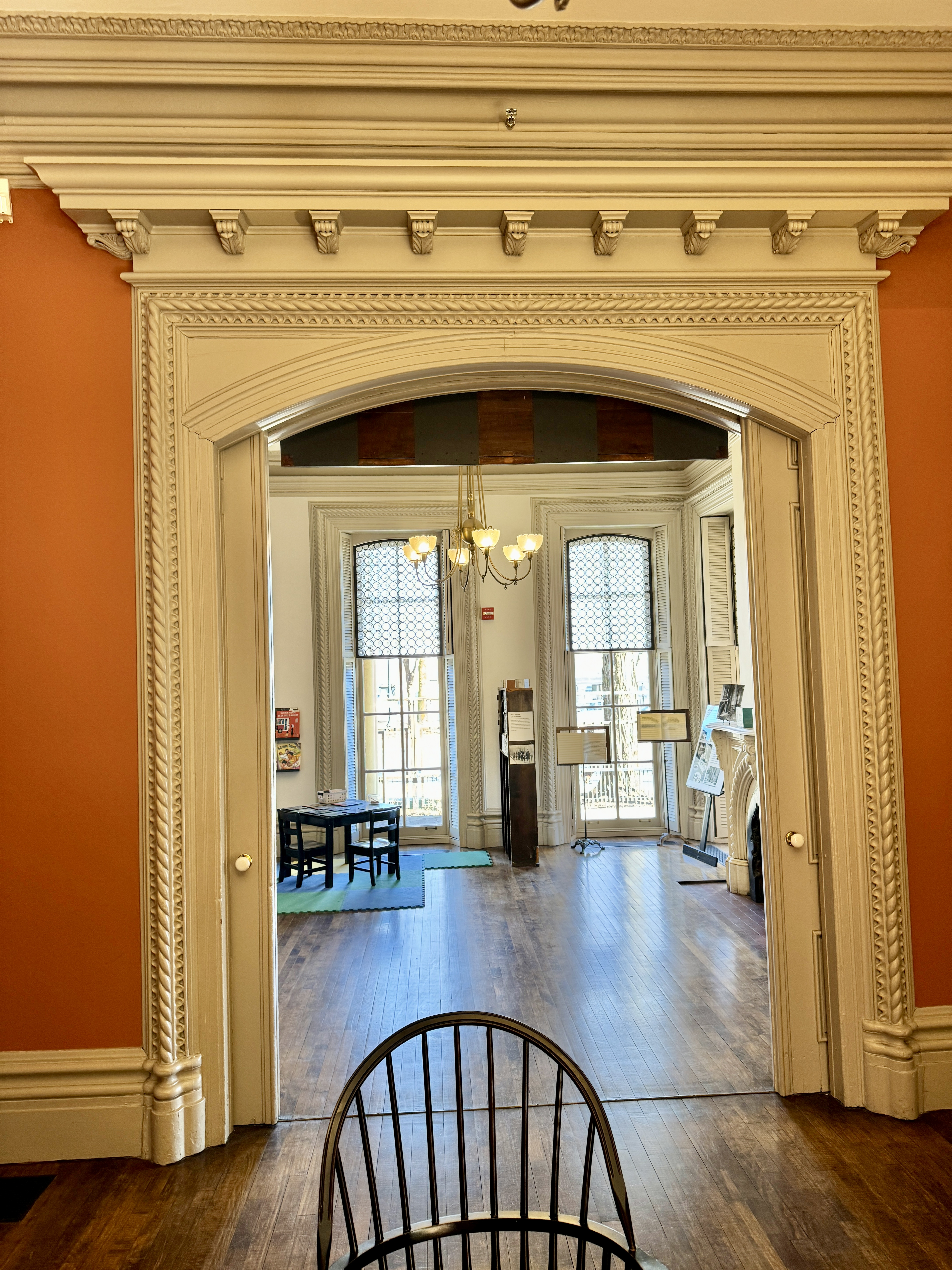
Intérieur.
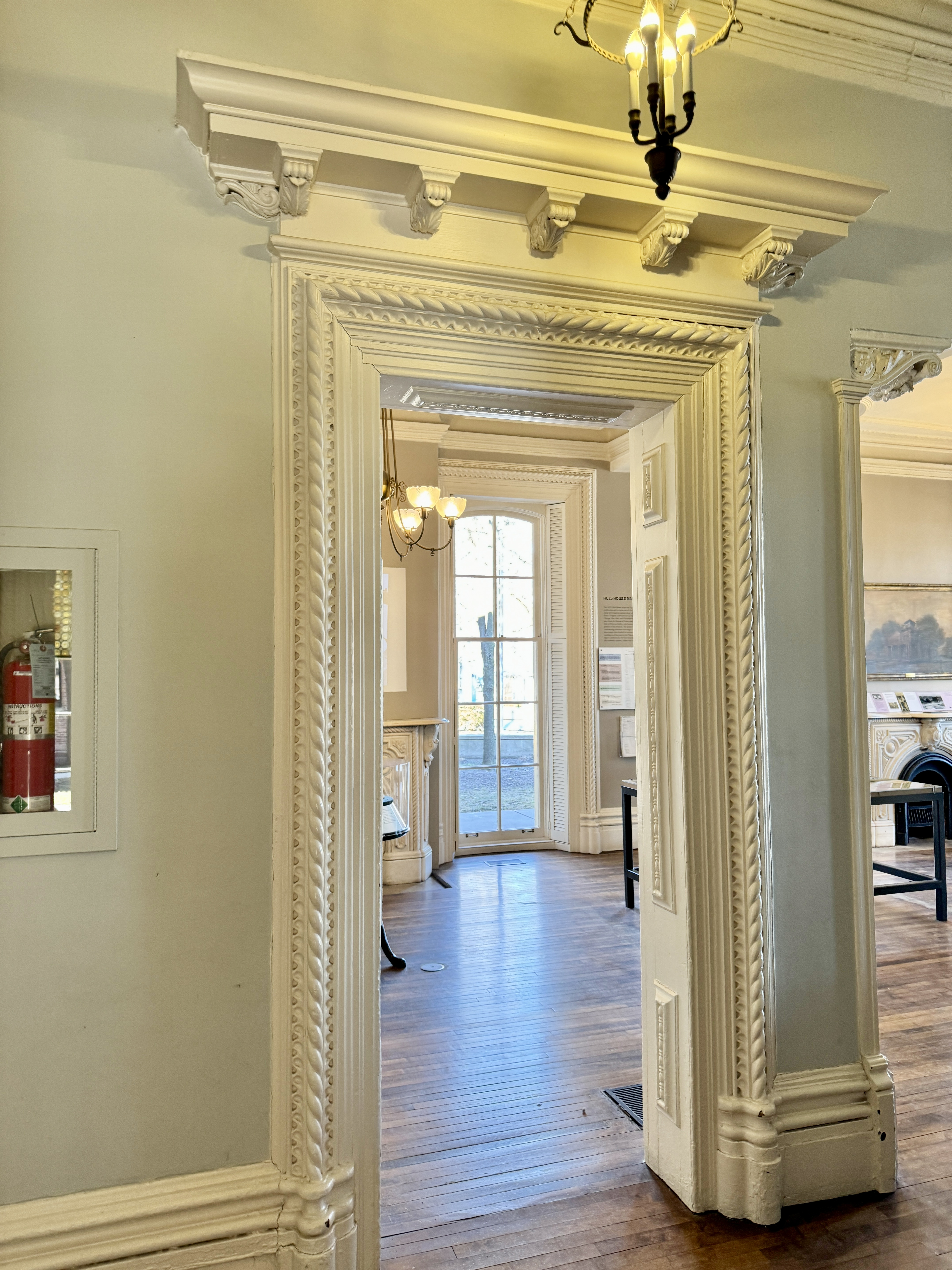
Intérieur.
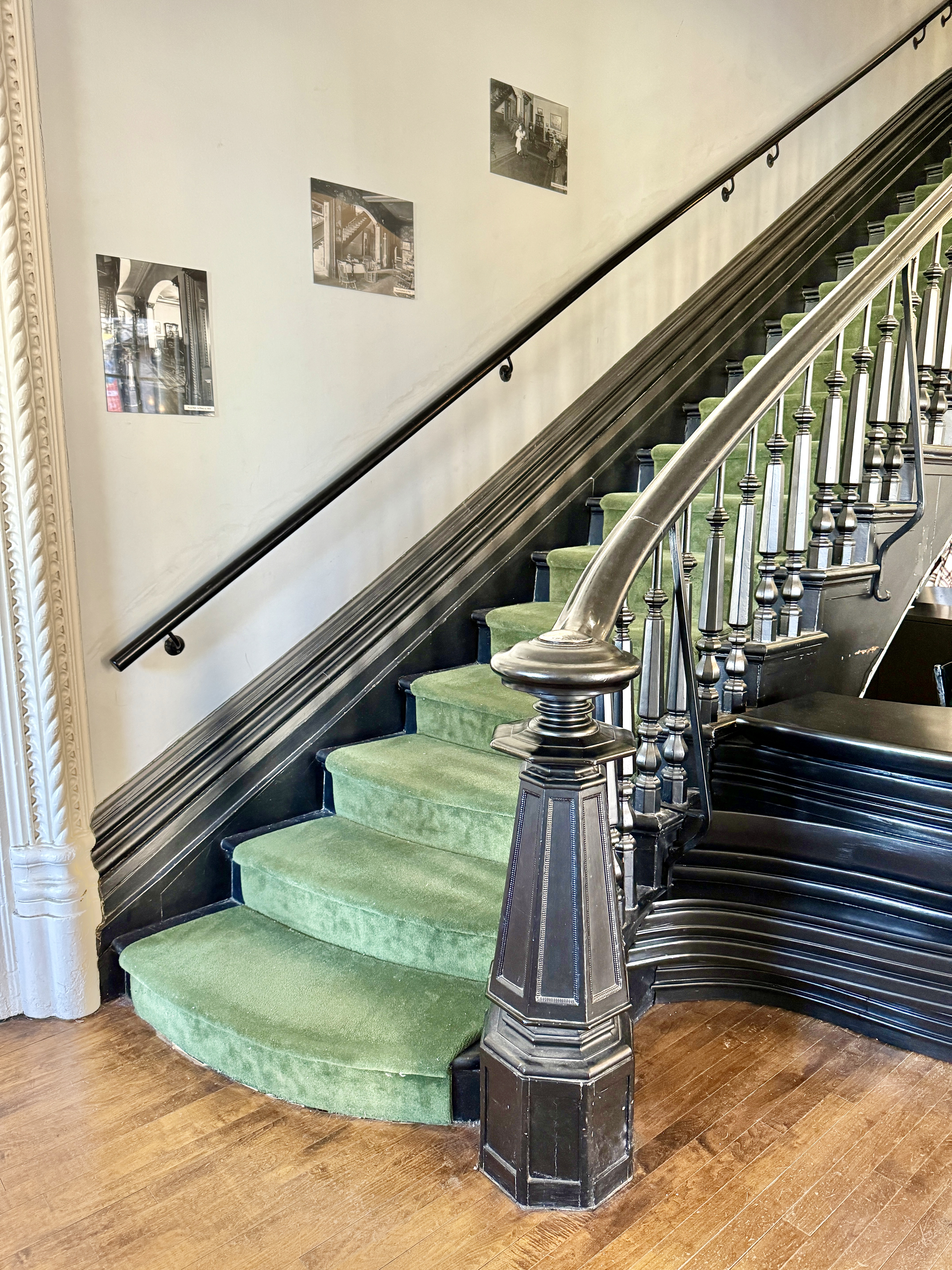
Escaliers (1er étage).
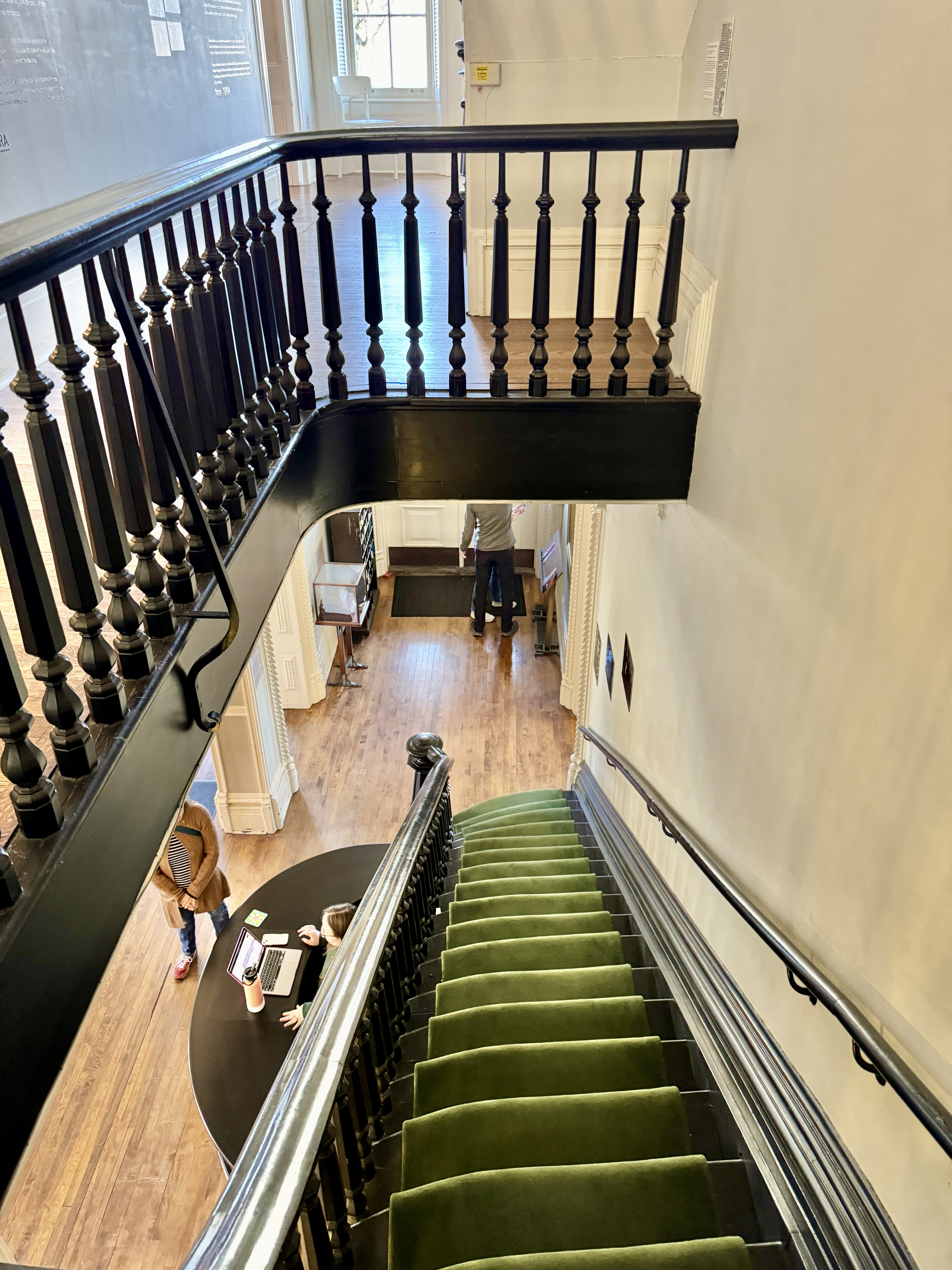
Escaliers (1er étage).
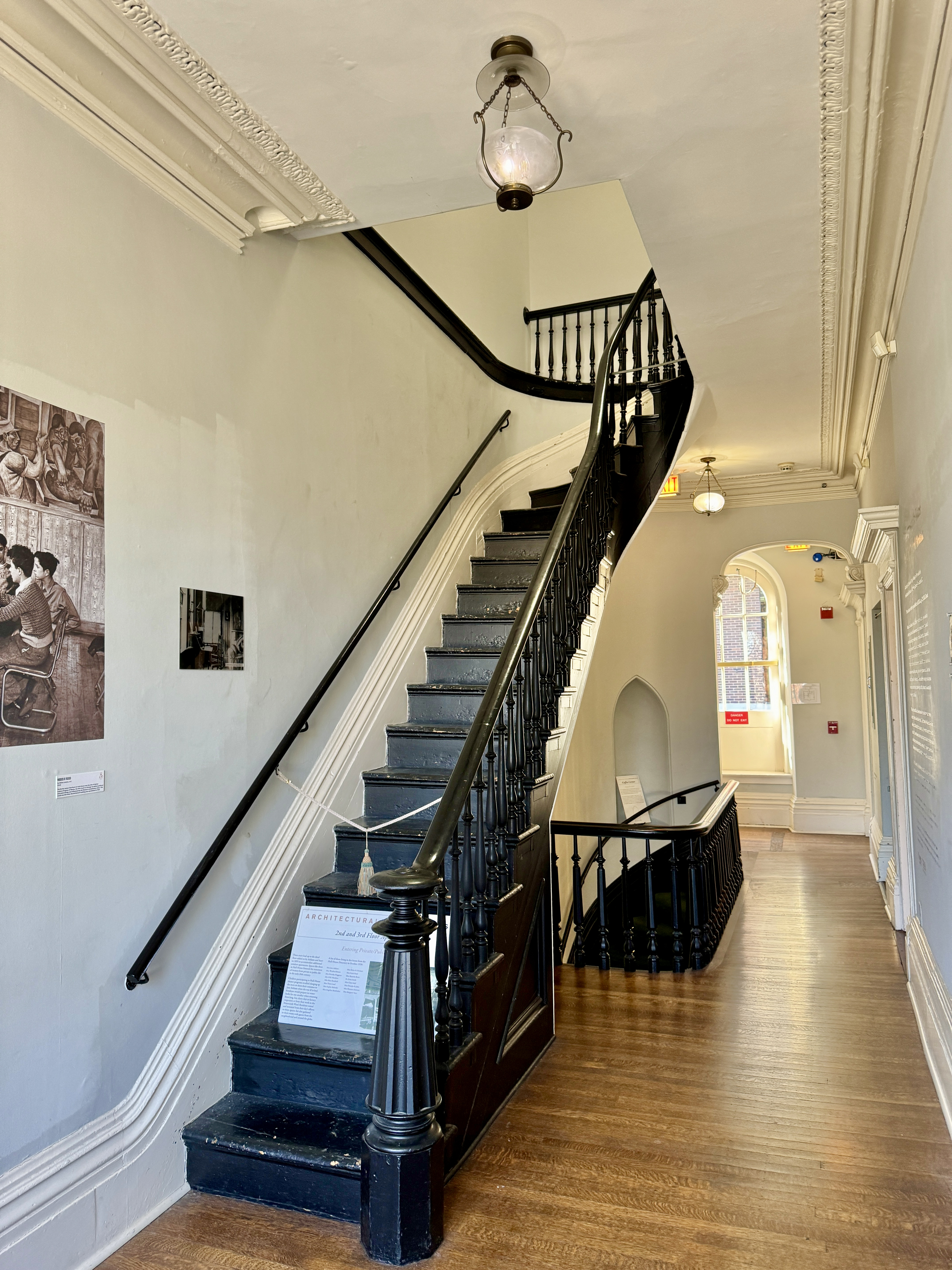
Escaliers (2e étage).
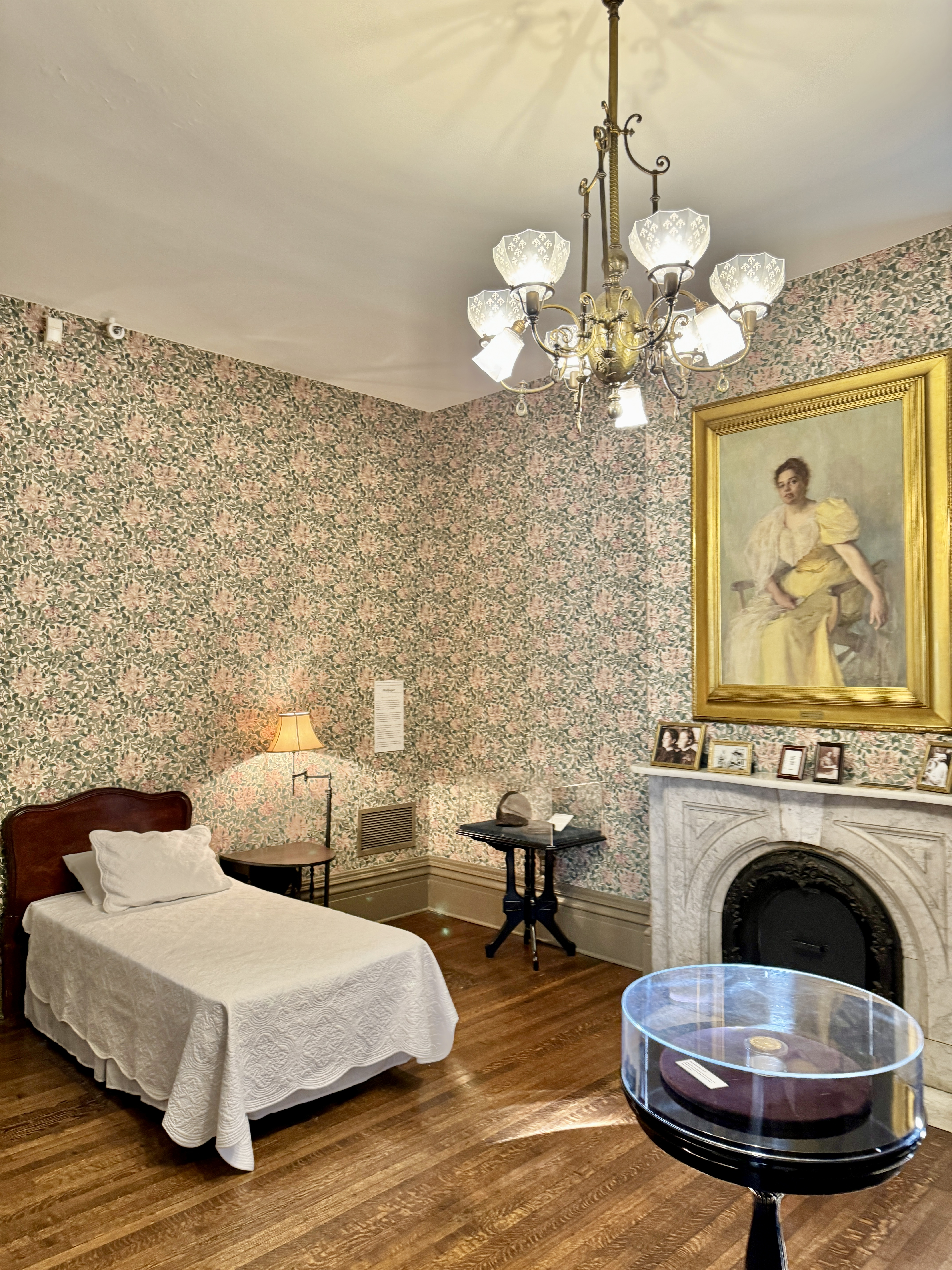
Chambre.
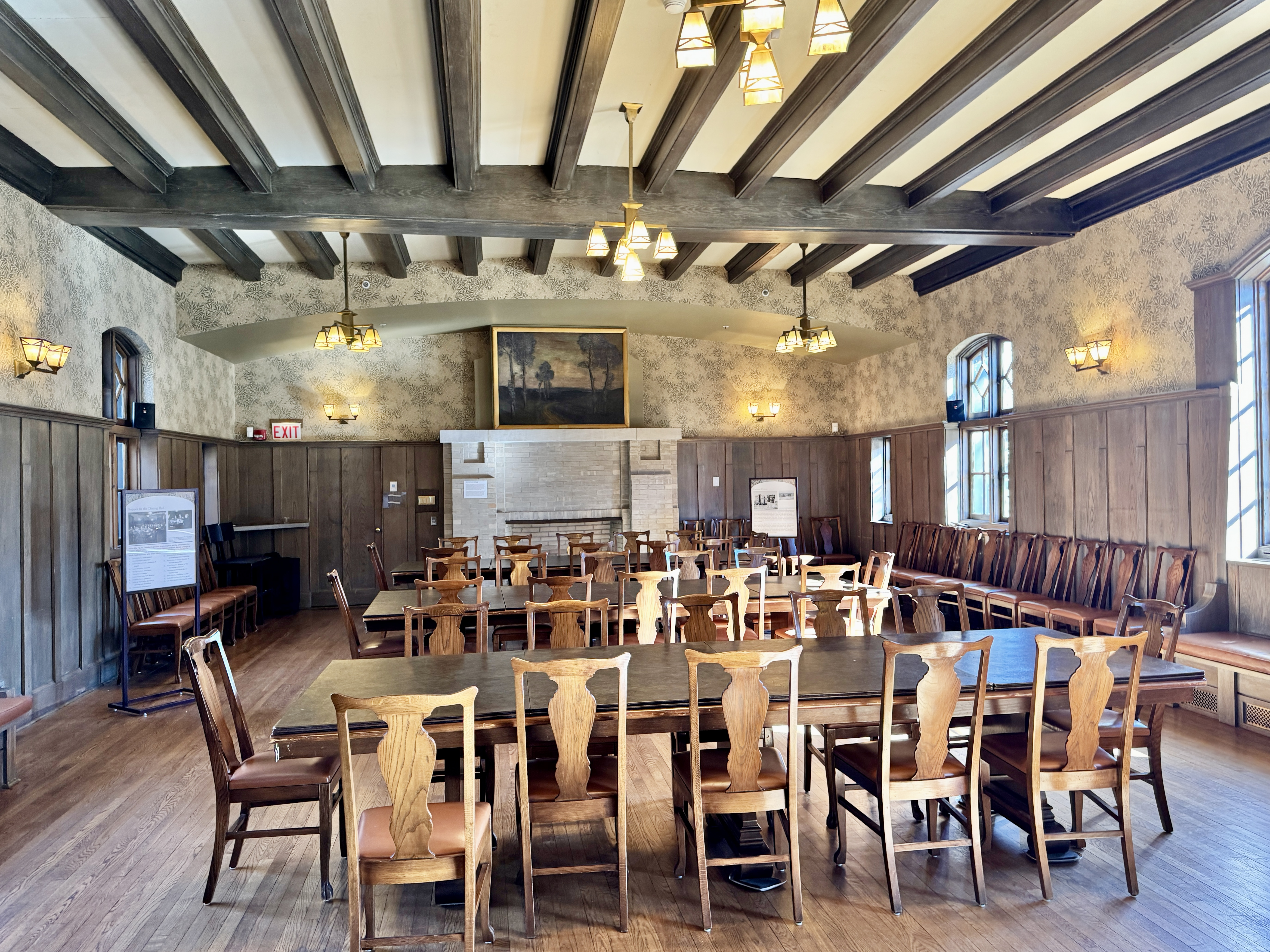
Salle à manger.

## Hull House Neighborhood
En 1889, lorsque Jane Addams s'installa dans la Hull House, le quartier environnant était majoritairement peuplé de personnes d'ascendance italienne (environ 10 000 Italo-Américains vivaient entre la rivière Chicago et Halsted Street). Le quartier dans lequel se trouve la Hull House (familièrement surnommé « The Hull House Neighborhood ») est devenu le port d'escale des Italiens qui continuèrent à immigrer à Chicago depuis les côtes du sud de l'Italie jusqu'à ce qu'un système de quotas soit mis en place en 1924 pour la plupart des Européens du Sud. Les habitants de Greek Town (« ville grecque ») et de Maxwell Street, ainsi que d'autres communautés d'immigrants vivant aux abords du quartier, disparurent bien avant la fermeture définitive de la Hull House. L'exode de la plupart de ces communautés (comme dans le reste du secteur de Near West Side) commença peu après le début du XXe siècle. Leurs commerces, comme ceux de Greek Town et de Maxwell Street, subsistèrent cependant. Les Italo-Américains furent le seul groupe d'immigrants à perdurer et à former une communauté dynamique et pérenne. Cette communauté fut surnommée « Little Italy » (« La Petite Italie »), l'un des plus anciens quartiers de Chicago. La Petite Italie s'articule autour de Taylor Street et constitue le cœur du « quartier de la Hull House » d'Addams. Il resta durant des décennies le laboratoire où les groupes sociaux et philanthropiques des élitistes de la Hull House testèrent leurs théories pour développer leurs critiques à l'égard de l'establishment.
Face au déracinement des différentes communautés d'immigrants, Addams commença à organiser des soirées ethnoculturelles à la Hull House. Au programme : cuisine locale, danse, musique et, parfois, une courte conférence sur un sujet d'intérêt. Certaines de ces soirées étaient à thème italien, irlandais, grec, allemand, polonais, etc.

## Résidents notables

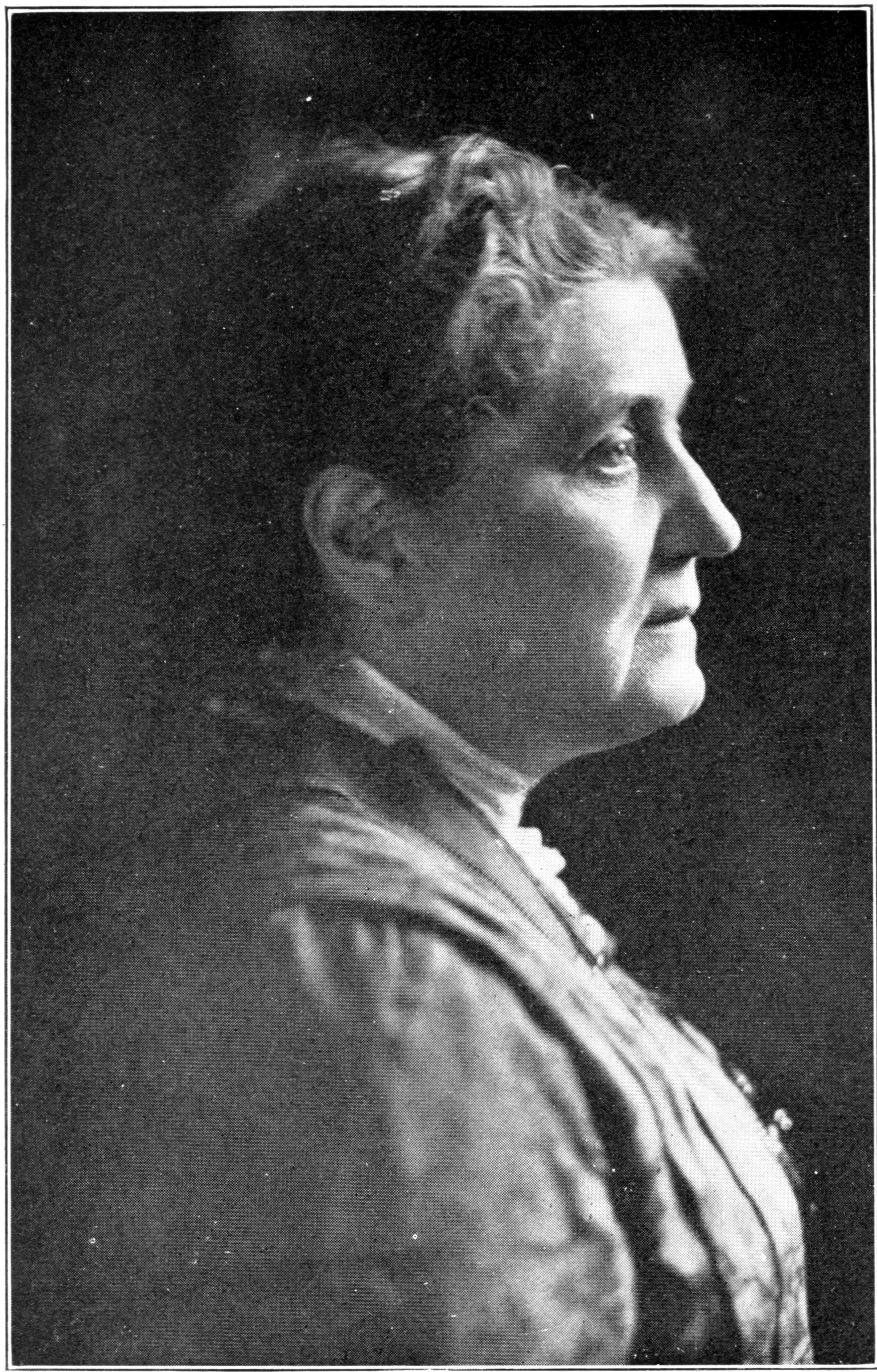
Jane Addams.

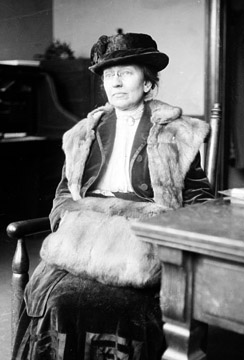
Ellen Gates Starr.

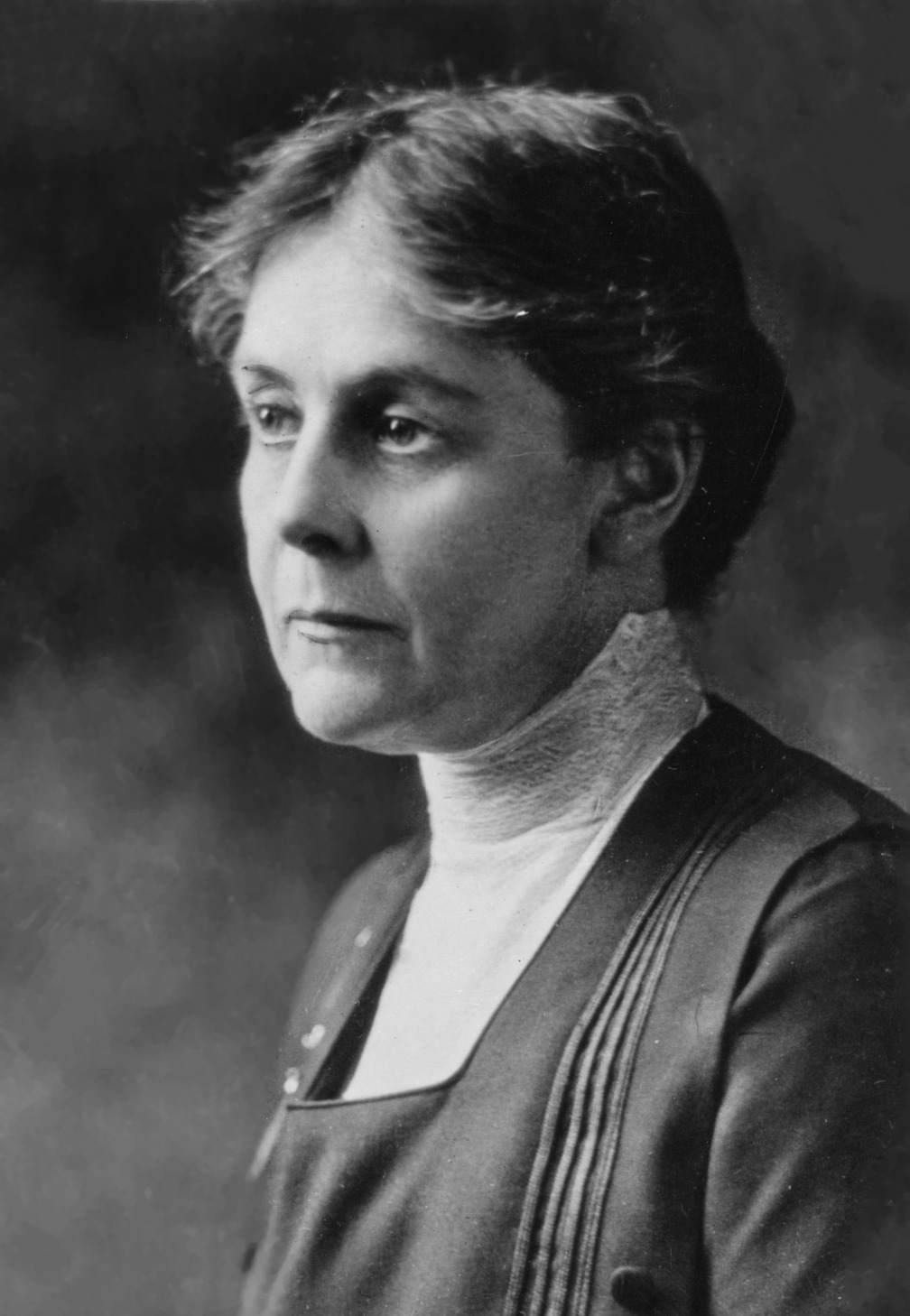
Alice Hamilton.

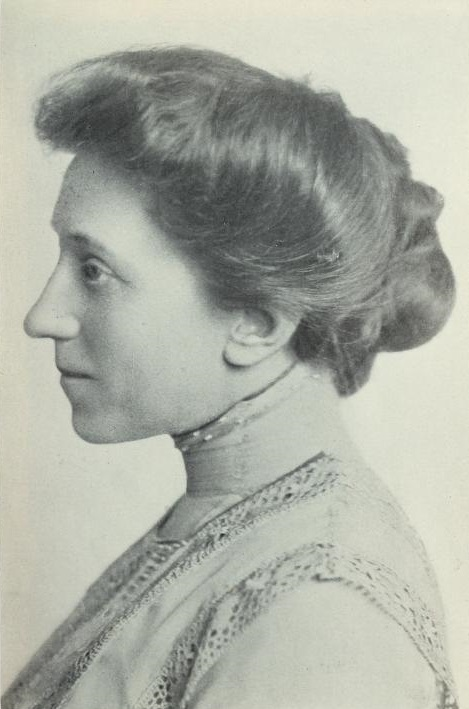
Julia Lathrop.

- Edith Abbott, travailleuse sociale et résidente ;
- Grace Abbott, travailleuse sociale et résidente ;
- Jane Addams, cofondatrice de la Hull House (avec Ellen Gates Starr) ;
- Ethel Percy Andrus (en), volontaire ;
- Henry Standing Bear (en), résident ;
- Enella Benedict (en), fondatrice et directrice de l'école d'art ;
- Neva Boyd (en), fondatrice de l'école de formation récréative ;
- Sophonisba Breckinridge, spécialiste des sciences sociales ;
- Cornelia De Bey (en), travailleuse sociale ;
- Charlotte E. Carr (en), résidente en chef (de 1937 à 1942) ;
- Dorothy Detzer, militante, pacifiste, humaniste et directrice de la section américaine de la Ligue internationale des femmes pour la paix et la liberté (de 1924 à 1946) ;
- Emily Edwards (en), professeure d'art ;
- Julia I. Felsenthal (en), travailleuse sociale ;
- Myrtle Merritt French (en), professeure d'art ;
- Alice Hamilton, artiste, travailleuse sociale et résidente ;
- Lugenia Burns Hope, militante pour les droits civiques et réformatrice sociale ;
- Florence Kelley, y a établi un Bureau du travail des femmes ;
- Julia Lathrop, militante pour les droits de l'enfant et réformatrice de la fonction publique ;
- Dorothy Loeb (en), artiste, professeure et résidente ;
- Mary McDowell, enseignante et réformatrice sociale ;
- Ernest Carroll Moore (en), professeur, défunt fondateur et premier prévôt de l'université de Californie à Los Angeles (UCLA) ;
- Willard Motley (en), fondateur du Hull House Magazine ;
- Mary Kenney O'Sullivan, militante syndicale et résidente ;
- Frances Perkins, défenseur des droits des travailleurs, puis secrétaire au Travail ;
- Adena Miller Rich (en), travailleuse sociale et militante ;
- Pauline Gibling Schindler (en), professeure de piano ;
- Eleanor Clarke Slagle (en), y a créé une salle de travail pour les personnes handicapées, puis fondatrice de l'ergothérapie ;
- Ida Mott Smith (en), assistante de Jane Addams[29] ;
- Viola Spolin (en), militante, coordinatrice et travailleuse sociale à la Work Projects Administration (WPA) pour la branche de Chicago ;
- Ellen Gates Starr, cofondatrice de la Hull House (avec Jane Addams) ;
- Alzina Stevens, dirigeante syndicale et réformatrice sociale ;
- Anne Swainson (en), a enseigné le textile de 1915 à 1919[30] ;
- Gerard Swope (en), résident ayant travaillé pour la General Electric Company (1922-1939)[31] ;
- Rachelle Yarros (en), a ouvert la deuxième clinique de contrôle des naissances des États-Unis ;
- Victor Yarros, époux de Rachelle Yarros, tous deux résidents.

## Pour en savoir plus

#### Essais
- (en-US) Jane Addams, Twenty Years at Hull House, New York, The Macmillan Company (réimpr. 1916, 1917...1999, 2006) (1re éd. 1910), 340 p. (ISBN 9781406504927, OCLC 1427392409, lire en ligne),
- (en-US) Mina Carson, Settlement Folk : Social Thought and the American Settlement Movement, 1885-1930, Chicago, Illinois, University of Chicago Press, 1990, 304 p. (ISBN 9780226095011, lire en ligne),
- (en-US) Ruth Crocker, Social Work and Social Order : The Settlement Movement in Two Industrial Cities, 1889-1930, Urbana, Illinois, University of Illinois Press, 1992, 372 p. (ISBN 9780252017902, lire en ligne),
- (en-US) Caroline Arnold, Children of the Settlement Houses, Minneapolis, Minnesota, Carolrhoda Books, 1998, 56 p. (ISBN 9781575052427, lire en ligne),
- (en-US) Domenica M. Barbuto, The American Settlement Movement : A Bibliography, Westport, Connecticut, Greenwood Press, 1999, 144 p. (ISBN 9780313307560, lire en ligne),

#### Articles anglophones

##### Années 1890-1959
- Dorothea Moore, « A Day at Hull House », American Journal of Sociology, vol. 2, no 5,‎ mars 1897, p. 629-642 (15 pages) (lire en ligne),
- Eliza P. Whitcombe, « The Jane Club of Hull House », The American Journal of Nursing, vol. 2, no 2,‎ novembre 1901, p. 86-88 (4 pages) (lire en ligne),
- Natalie Walker, « Chicago Housing Conditions. X. Greeks and Italians in the Neighborhood of Hull House », American Journal of Sociology, vol. 21, no 3,‎ novembre 1915, p. 285-316 (34 pages) (lire en ligne),
- Robert Morss Lovett, « Jane Addams of Hull House », Current History (1916-1940), vol. 34, no 2,‎ mai 1931, p. 183-188 (6 pages) (lire en ligne ),
- « Charlotte Carr, the New Head of Hull-House », Social Service Review, vol. 11, no 3,‎ septembre 1937, p. 509-510 (2 pages) (lire en ligne ),
- Russell W. Ballard, « The Years at Hull House », Social Service Review, vol. 22, no 4,‎ décembre 1948, p. 432-433 (3 pages) (lire en ligne ),
- E. A., « Grace Abbott and Hull House, 1908-21. Part I », Social Service Review, vol. 24, no 3,‎ septembre 1950, p. 374-394 (22 pages) (lire en ligne ),
- E. A., « Grace Abbott and Hull House, 1908-21. Part II », Social Service Review, vol. 24, no 4,‎ décembre 1950, p. 493-518 (27 pages) (lire en ligne ),
- Edith Abbott, « The Hull House of Jane Addams », Social Service Review, vol. 26, no 3,‎ septembre 1952, p. 334-338 (5 pages) (lire en ligne ),
- Nicholas Kelley, « Early Days at Hull House », Social Service Review, vol. 28, no 4,‎ décembre 1954, p. 424-429 (6 pages) (lire en ligne ),

##### Années 1960-1979
- « Training Center at Hull-House », Social Service Review, vol. 34, no 3,‎ septembre 1960, p. 335 (1 page) (lire en ligne ),
- « Hull-House Faces the Bulldozer », Social Service Review, vol. 35, no 2,‎ juin 1961, p. 194 (1 page) (lire en ligne ),
- « More on Hull-House », Social Service Review, vol. 35, no 3,‎ septembre 1961, p. 315-316 (2 pages) (lire en ligne ),
- « Hull-House Continues Its Neighborhood Program », Social Service Review, vol. 36, no 2,‎ juin 1962, p. 220 (1 page) (lire en ligne ),
- « The Last Dinner at Hull-House », Social Service Review, vol. 37, no 2,‎ juin 1963, p. 208-209 (2 pages) (lire en ligne ),
- Naomi Harward, « Peace Corps: The Modern Hull House or a Threat to Professionalism? », Social Work, vol. 8, no 4,‎ octobre 1963, p. 11-17 (7 pages) (lire en ligne ),
- James Hurt, « Walden on Halsted Street: Jane Addams' "Twenty Years at Hull House" », The Centennial Review, vol. 23, no 2,‎ printemps 1979, p. 185-207 (23 pages) (lire en ligne ),

##### Années 1980-1999
- Stuart J. Hecht, « Social and Artistic Integration: The Emergence of Hull-House Theatre », Theatre Journal, vol. 34, no 2,‎ mai 1982, p. 172-182 (11 pages) (lire en ligne ),
- Rivka Lissak, « Myth and Reality: The Pattern of Relationship between the Hull House Circle and the "New Immigrants" on Chicago's West Side, 1890-1919 », Journal of American Ethnic History, vol. 2, no 2,‎ printemps 1983, p. 21-50 (30 pages) (lire en ligne ),
- Kathryn Kish Sklar, « Hull House in the 1890s: A Community of Women Reformers », Signs, vol. 10, no 4,‎ été 1985, p. 658-677 (20 pages) (lire en ligne ),
- Jean Bethke Elsthain, « A Return to Hull House: Reflections on Jane Addams », CrossCurrents, vol. 38, no 3,‎ 1988, p. 257-267 (11 pages) (lire en ligne ),
- Mary Jo Deegan, « W.E.B. Du Bois and the Women of Hull-House, 1895-1899 », The American Sociologist, vol. 19, no 4,‎ hiver 1988, p. 301-311 (11 pages) (lire en ligne ),
- Mary Ann Stankiewicz, « Art at Hull House, 1889-1901: Jane Addams and Ellen Gates Starr », Woman's Art Journal, vol. 10, no 1,‎ printemps - été 1989, p. 35-39 (5 pages) (lire en ligne ),
- Donald Brieland, « The Hull-House Tradition and the Contemporary Social Worker: Was Jane Addams Really a Social Worker? », Social Work, vol. 35, no 2,‎ mars 1990, p. 134-138 (5 pages) (lire en ligne ),
- Ira Harkavy et John L. Puckett, « Lessons from Hull House for the Contemporary Urban University », Social Service Review, vol. 68, no 3,‎ septembre 1994, p. 299-321 (23 pages) (lire en ligne ),

##### Années 2000-2019
- Gunnar Almgren, Susan P. Kemp et Alison Eisinger, « The Legacy of Hull House and the Children's Bureau in the American Mortality Transition », Social Service Review, vol. 74, no 1,‎ mars 2000, p. 1-27 (27 pages) (lire en ligne ),
- Margaret Strobel, « Hull-House and Women's Studies: Parallel Approaches for First- and Second-Wave Feminists », Women's Studies Quarterly, vol. 30, nos 3/4,‎ hiver 2002, p. 52-59 (8 pages) (lire en ligne ),
- Manako Ogawa, « "Hull-House" in Downtown Tokyo: The Transplantation of a Settlement House from the United States into Japan and the North American Missionary Women, 1919-1945 », Journal of World History, vol. 15, no 3,‎ septembre 2004, p. 359-387 (29 pages) (lire en ligne ),
- Susan Roth Breitzer, « Uneasy Alliances: Hull House, the Garment Workers Strikes, and the Jews of Chicago », Indiana Magazine of History, vol. 106, no 1,‎ mars 2010, p. 40-70 (31 pages) (lire en ligne ),
- Erik Schneiderhan, « Pragmatism and empirical sociology: the case of Jane Addams and Hull-House, 1889-1895 », Theory and Society, vol. 40, no 6,‎ novembre 2011, p. 589-617 (29 pages) (lire en ligne ),
- Graham Culbertson, « Jane Addams's Progressive Democracy », Soundings, vol. 95, no 1,‎ 2012, p. 24-46 (23 pages) (lire en ligne ),
- Jane Duran, « Ellen Gates Starr and Julia Lathrop: Hull House and Philosophy », The Pluralist, vol. 9, no 1,‎ printemps 2014, p. 1-13 (13 pages) (lire en ligne ),
- Erin Cunningham, « Interiors, Histories, and the Preservation of Chicago's Hull House Settlement », Buildings & Landscapes, vol. 23, no 2,‎ 2016, p. 53-64 (12 pages) (lire en ligne ),
- Sarah Alford, « Ellen Gates Starr and Frank Lloyd Wright at Hull House », Journal of Design History, vol. 30, no 3,‎ 2017, p. 282-299 (18 pages) (lire en ligne ),
- Sarah Robbins et Carrie Helms Tippen, « Gathering around Hull-House Dining Tables », American Studies, vol. 57, no 3,‎ 2018, p. 11-38 (28 pages) (lire en ligne ),
- Liane Malinowski, « Claiming Cosmopolitan Geographies », Rhetoric Review, vol. 37, no 4,‎ 2018, p. 406-420 (15 pages) (lire en ligne ),

#### Article francophone
- René Claparède, « Toynbee Hall », Revue d'économie politique, vol. 11, nos 10/11,‎ 1897, p. 931-960 (30 pages) (lire en ligne).